# 두근두근 인도
《두근두근 인도》는 2015년 4월 10일부터 2015년 5월 1일까지 KBS2에서 방송된 예능 프로그램이다.

## 소개
- 인도에서 펼쳐지는 술친구 6인방의 좌충우돌 신세계 개척기

## 출연자
- 규현
- 민호
- 이종현
- 김성규
- 수호